# Clan Maeda
Le clan Maeda était l'une des plus puissantes familles de samouraïs du Japon. Certains croient que c'est cette famille qui gouvernait réellement le Japon pendant la période de shogunat des Tokugawa.

Emblème (mon) du clan Maeda.

Second emblème (mon) du clan Maeda.

Le clan Maeda a gouverné le domaine de Kaga autour de la ville de Kanazawa de 1583 jusqu'à la restauration de Meiji en 1868.

## Membres
- Toshinari Maeda : général japonais de la Seconde Guerre mondiale

```
   
Maeda Toshimasa

     |
     |→ 
Maeda Toshiie
 
     |     |
     |     |→ 
Maeda Toshitaka

     |     |→ 
Maeda Toshitsune

     |     |     |
     |     |     |→ 
Maeda Mitsutaka

     |     |
     |     |→ 
Maeda Toshinaga

     |
     |→ 
Maeda Toshihasa
 
     |→ 
Maeda Yasukatsu
 
     |→ 
Maeda Toshifusa
 
     |→ 
Maeda Yoshiyuki
 
     |→ 
Maeda Hidetsugu
 
     |→ 
Maeda Masa
 
     |→ 
Maeda Keiji
```